# Калви Векија (Казерта)
Калви Векија је насеље у Италији у округу Казерта, региону Кампанија.
Према процени из 2011. у насељу је живело 38 становника. Насеље се налази на надморској висини од 90 м.